# Popakademie Baden-Württemberg

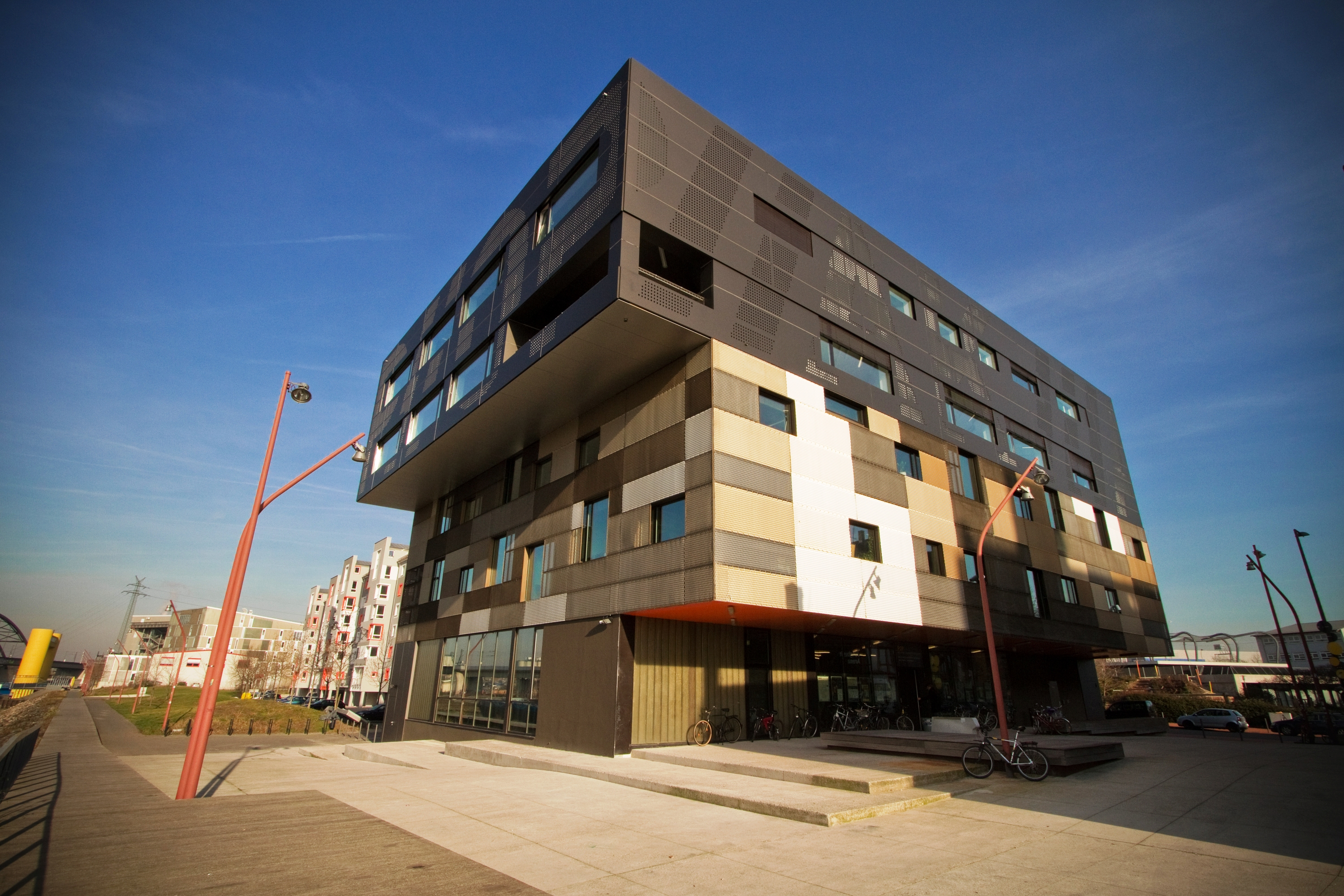
Popakademie

La Popakademie Baden-Württemberg est un conservatoire public de musique populaire basé à Mannheim en Allemagne. Fondé en 2003 par la région de Bade-Wurtemberg, il s´agit du premier établissement d'enseignement supérieur en Allemagne à offrir des programmes d'études universitaires axés sur la musique populaire et le business de la musique.
Le conservatoire propose trois programmes de Bachelor (bac+3) et deux de Master (bac+5). En outre, la Popakademie est un centre de compétence pour tous les aspects de l'industrie musicale avec de nombreux projets dans les domaines de la coopération internationale et du développement régional.

## Différents Cursus
La Popakademie Baden-Württemberg est divisée en deux types de formations: Artistique et Commerciale. 
Un programme de Bachelor et de Master, tous deux accrédités, sont dispensés au sein des deux différents cursus. Depuis février 2015, la Popakademie dispense un nouveau programme de Bachelor Musique du Monde. Sont admissibles aux programmes de Master uniquement les diplômes Bac+3. La rentrée a lieu au début du semestre d´hiver. Il n´y a pas de frais de scolarité pour étudier à la Popakademie.
Département des musiques populaires
Directeur de Formation: Udo Dahmen
- Pop Music Design (Bachelor/Licence)
- World Music (Bachelor/Licence)
- Popular Music (Master)

Département des industries créatives et de la musique
Directeur de formation : Hubert Wandjo
- Music Business (Bachelor/Licence)
- Music and Creative Industries (Master)

Les 150 enseignants de la Popakademie sont tous actifs, insérés professionnellement, et ont fait leurs preuves dans chacun de leurs domaines d'activités respectifs, qu’ils soient des artistes d’exception, professionnels ou des experts de l´industrie musicale.
Les étudiants diplômés et les étudiants en cours de formation de la Popakademie ont eu l´opportunité de prendre part à de nombreuses collaborations fructueuses, comme les albums classés numéro 1 en Allemagne de Casper, Cro, Frida Gold et Tim Bendzko. 
Des groupes issus partiellement ou entièrement de la Popakademie comme Abby, Crada, The Intersphere, Get Well Soon, Jewelz & Sparks et AudioDamn! ont joué dans des festivals internationaux parmi lesquels Glastonbury et SXSW.
Les diplômés de la Popakademie occupent les métiers de musiciens de studio et/ou de scène, comme artistes solo, compositeurs, producteurs, managers d'artistes, directeurs de label, éditeurs, ou employés dans toutes les fonctions de l´industrie de la musique.

## À l'international
La Popakademie fait partie d´un réseau international. Elle compte de nombreux partenariats avec des conservatoires et des établissements privés du monde entier. En tant que membre de l´Association des Conservatoires Européens, de l´Académie de Musique et des Universités de Musique (AEC), elle promeut et encourage les échanges interculturels et internationaux d´élèves ainsi que d´enseignants. L´école possède une charte universitaire Erasmus. 
Divers projets et évènements sont régulièrement organisés par la Popakademie comme : la semaine European Band & Businesscamp, la Semaine internationale des compositeurs/songwriter, et le Stage international d´été (ce dernier est ouvert à tous musiciens majeurs).
Partenariat (sélection): 
- Ballyfermot College Of Further Education (Dublin/Irlande)
- Institut de technologie de Dublin, BIMM (Dublin/Irlande)
- Linnaeus University / Rock City Hultsfred (Hultsfred/Suède)
- Université de Westminster - Department of Commercial Music (Londres/Angleterre)
- Conservatorio Luisa D'Annunzio (Pescara/Italie)
- Escola Superior de la Musica de Catalunya (Barcelone/Espagne)
- Hochschule der Künste Bern (Berne/Suisse)
- Herman Brood Academie, (Utrecht/Pays-Bas)
- Fontys Rockacademie Tilburg (Tilbourg/Pays-Bas)
- PHL Music (Hasselt/Belgique)
- University of Agder (Kristiansand/Norvège)
- Columbia College (Chicago/USA)
- Middle Tennessee State University (USA)
- Pop Music Academy de Sichuan, Conservatoire de Musique (Chengdu/Chine)
- European Music Office (Belgique)
- European Association of Conservatoires (AEC)
- Working group Pop and Jazz Platform (Belgique)
- Music and Audio Institute of New Zealand (Auckland/Nouvelle-Zélande)